# (32338) 2000 QS87
2000 QS87 (asteroide 32338) é um asteroide da cintura principal. Possui uma excentricidade de 0.08307450 e uma inclinação de 22.54077º.
Este asteroide foi descoberto no dia 25 de agosto de 2000 por LINEAR em Socorro.